# Tatiana Brylina
Tatiana Brylina –en ruso, Татьяна Брылина– es una deportista soviética que compitió en biatlón. Ganó una medalla de bronce en el Campeonato Mundial de Biatlón de 1984.

## Palmarés internacional
| Campeonato Mundial | Campeonato Mundial | Campeonato Mundial | Campeonato Mundial |
| Año                | Lugar              | Medalla            | Prueba             |
| ------------------ | ------------------ | ------------------ | ------------------ |
| 1984               | Chamonix (Francia) | Medalla de bronce  | Individual         |